# Vespasiano Colonna
Vespasiano Colonna (1485 circa – Paliano, 13 marzo 1528) è stato un condottiero italiano.

## Biografia
Membro dell'antica famiglia nobiliare dei Colonna, era figlio di Prospero Colonna, duca di Traetto e conte di Fondi, e di Covella di Sanseverino.
Fu al soldo degli imperiali contro i francesi. Nel 1524 ricevette da Carlo V la contea di Belgioioso, confiscata alla famiglia Da Barbiano e venne inviato in difesa del Regno di Napoli. Nel 1525 passò dalla parte dei francesi e per questo si inimicò papa Clemente VII. A seguito dell'occupazione di Anagni da parte dei Colonnesi, il papa tentò una mediazione, perdonando la famiglia qualora non avesse più preso le armi contro il Papato. Non mantenendo i patti firmati, Vespasiano e i suoi fedelissimi assaltarono il palazzo vaticano, costringendo il pontefice a rifugiarsi in Castel Sant'Angelo. Per questo Vespasiano e tutti i parenti subirono la scomunica. Nel 1527 i ministri di Carlo V negoziarono la riconciliazione dei Colonna col papa.
Morì nella fortezza di Paliano il 13 marzo 1528.

## Discendenza
Sposò in prime nozze Beatrice Appiano di Piombino, figlia di Jacopo IV Appiano, dalla quale ebbe una figlia Isabella, futura sposa del capitano imperiale Luigi Gonzaga "Rodomonte". In seconde nozze nel 1526 sposò la tredicenne Giulia Gonzaga, figlia di Ludovico Gonzaga conte di Sabbioneta, che crebbe la piccola Isabella.